# Pardosa maisa
Pardosa maisa är en spindelart som beskrevs av Heikki Hippa och Mannila 1982. Pardosa maisa ingår i släktet Pardosa och familjen vargspindlar. Enligt den finländska rödlistan är arten nära hotad i Finland. Artens livsmiljö är öppna, mineralfattiga myrar. Inga underarter finns listade i Catalogue of Life.